# SM UC-9
Le SM UC-9 (ou Unterseeboot UC- 9) est un sous-marin allemand (U-Boot) de type UC I mouilleur de mines utilisé par la Kaiserliche Marine pendant la Première Guerre mondiale.

## Conception
Sous-marin allemand de type UC I, le SM UC-9 a un déplacement de 168 tonnes en surface et de 183 tonnes en immersion. Il avait une longueur totale de 33,99 m, une largeur de 3,15 m, et un tirant d'eau de 3,04 m. Le sous-marin était propulsé par un moteur diesel Daimler-Motoren-Gesellschaft à six cylindres et quatre temps, produisant 90 chevaux-vapeur (66 kW), un moteur électrique produisant 175 chevaux-vapeur (129 kW) et un arbre d'hélice. Il était capable de fonctionner à une profondeur de 50 mètres.
Le sous-marin avait une vitesse maximale en surface de 6,20 nœuds (11,48 km/h) et une vitesse maximale en immersion de 5,22 nœuds (9,67 km/h). Lorsqu'il est immergé, il peut parcourir 50 milles marins (93 km) à 4 nœuds (7,4 km/h) ; lorsqu'il fait surface, il peut parcourir 780 milles marins (1 440 km) à 5 nœuds (9,3 km/h). Le SM UC-9 était équipé de six tubes de mines de 100 centimètres, douze mines UC 120 et une mitrailleuse de 8 millimètres. Son équipage était composé de quatorze à dix-neuf membres.
Le SM UC-9 a été commandé le 23 novembre 1914 comme le neuvième d'une série de 15 navires de type UC I (numéro de projet 35a, attribué par l'Inspection des navires sous-marins), dans le cadre du programme de guerre d'expansion de la flotte. Les dix premiers navires de ce type, dont l'UC-9, ont été construits dans le chantier naval Vulcan à Hambourg. Le chantier naval, qui n'avait aucune expérience préalable dans la construction de sous-marins, a estimé la durée de construction du navire à 5-6 mois, et pour respecter ce délai, il a dû arrêter la construction de torpilleurs.

## Affectations
Comme la plupart des sous-marins de sa classe, le SM UC-8 est sous le commandement de la U-Flotille Flanders, qui faisait partie du Marinekorps Flandern  (Corps des Marines flamands), et était déployé depuis Zeebrugge.
- Flottille de formation du 15 juillet 1915 au 23 septembre 1915
- U-Flottille Flandern du 23 septembre 1915 au 31 octobre 1915

## Commandement
Kaiserliche Marine
- Oberleutnant zur See (Oblt.) Paul Schürmann du 15 juillet 1915 au 31 octobre 1915

## Patrouilles
Le SM UC-9 a réalisé 2 patrouilles pendant son service actif.
1. du 21 septembre au 23 septembre 1915 - transfert de Kiel en Flandre
2. à partir du 20 octobre 1915 - destination de l'estuaire de la Tamise pour poser des mines à Long Sand

## Navires coulés
Les mines posées par le UC-9 lors de ses 2 patrouilles ne sont pas connues pour avoir coulé des navires.

## Destin
Le 15 juillet 1915, le SM UC-9 est incorporé à la Flottille d'entrainement. Le 23 septembre, le navire est transféré en Flandre et fait partie de la flotte U-Flottille Flandern qui y était stationnée. 
Pour sa deuxième mission, SM UC-9 quitte Zeebrugge le 20 octobre 1915 pour poser des mines devant l'estuaire de la Tamise. Depuis lors, le bateau a disparu. Le 21 octobre 1915, le navire a coulé avec tout son équipage, probablement détruit pendant la construction d'un champ de mines par l'explosion de sa propre mine au sud-est de Harwich à une position géographique approximative de 51° 40′ N, 1° 30′ E. 
Le corps de l'aspirant mécanicien du UC-9 Karl Neuhaus a été retrouvé par les Britanniques le 12 novembre 1915.

## Membres d'équipage
| Équipage du UC 9     |            |           |                   |
| Rang                 | Nom        | Prénom    | Lieu de naissance |
| Obermatrose          | Behrend    | Wilhelm   | Hakenau           |
| Obermaschinenmaat    | Bohne      | Friedrich | Stendal           |
| Bootssteuermannsmaat | Duwe       | Adolf     | Hof Meteln        |
| Obermatrose          | Eckhoff    | Hans      | Altona            |
| Heizer               | Jork       | Richard   | Borsdorf          |
| Matrose              | Käsler     | Friedrich | Sarkau            |
| FT. Obergast         | Keitel     | Willy     | Gera              |
| Maschinenaspirant    | Neuhaus    | Karl      | Bendorf           |
| Obersteuermann       | Outzen     | Gustav    | Flensburg         |
| Bootsmannsmaat       | Peters     | Ernst     | Föhr              |
| Maschinistenanwärter | Preuss     | Ernst     | Gnesen            |
| Oberleutnant zur See | Schürmann  | Paul      | Kiel              |
| Heizer               | Siekmann   | Georg     | Lage              |
| Maschinenmaat        | Soltau     | Hans      | Fuhlenhagen       |
| Matrose              | Weller     | Paul      | Bietegast         |
| Maschinenmaat        | Willandsen | Wilhelm   | Flensburg         |